# Mainpuri (Distrikt)
Der Distrikt Mainpuri (Hindi मैनपुरी ज़िला, Urdu ضلع مین پوری) ist ein Distrikt im nordindischen Bundesstaat Uttar Pradesh. Sitz der Verwaltung ist die Stadt Mainpuri.

## Klima

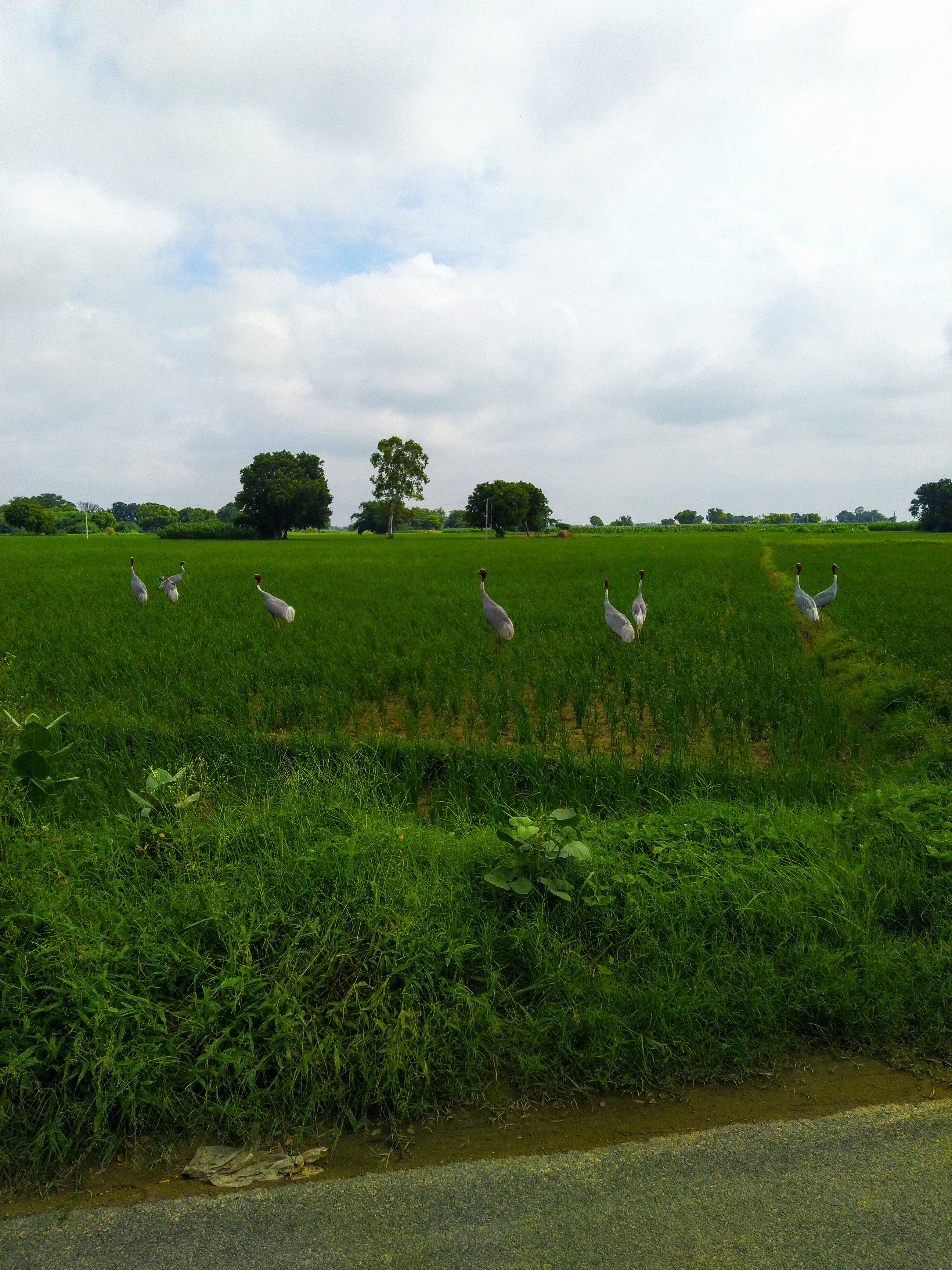
Saruskraniche auf einem Feld in Mainpuri

Es werden vier Jahreszeiten unterschieden: die Zeit des Südwestmonsuns Juni bis September, die Post-Monsun-Periode von Oktober bis Dezember, der Winter von Januar bis März und die Prä-Monsun-Periode oder Sommer von April bis Mai. Die mittlere Jahresniederschlag liegt bei etwa 720 mm, wovon etwa 630 mm in der Monsunzeit fallen (mit 45 von etwa 67 jährlichen Regentagen). Die restlichen Jahreszeiten sind trocken.

## Geschichte
Das Gebiet des Distrikts Mainpuri kam mit dem Vertrag vom 14. November 1801, in dem der Nawab von Awadh (Oudh) Saadat Ali Khan II. Rohilkhand und den oberen Doab an die Britische Ostindien-Kompanie abtrat, unter britische Herrschaft. Mainpuri wurde zunächst Teil des neu eingerichteten Distrikts Etawah, bis es 1856 als eigener Distrikt organisiert wurde. Der Distrikt war eines der Zentren des indischen Aufstands von 1857 und nahm auch später an Widerstandsbewegungen gegen die Kolonialherrschaft, z. B. der Quit-India-Bewegung 1942, teil. Nach der Unabhängigkeit Indiens 1947 wurde er Teil des Bundesstaats Uttar Pradesh.

## Bevölkerung
Die Einwohnerzahl lag bei der Volkszählung bei 1.868.529 (2011). Die Bevölkerungswachstumsrate im Zeitraum von 2001 bis 2011 betrug 17,02 %. Mainpuri hatte ein Geschlechterverhältnis von 881 Frauen pro 1000 Männer und eine Alphabetisierungsrate von 75,99 %, eine Steigerung um fast 11 Prozentpunkte gegenüber dem Jahr 2001. Die Alphabetisierung lag damit über dem Durchschnitt von Uttar Pradesh. Etwa 93 % der Bevölkerung waren Hindus und 5 % Muslime.
Knapp 15,4 % der Bevölkerung lebten in Städten. Die größte Stadt des Distrikts war Mainpuri mit 120.400 Einwohnern.

## Landwirtschaft
Im Jahr 2011/12 waren die wichtigsten Rabi-Feldfrüchte Weizen (150.320 ha), Kartoffeln (13.393 ha) und Acker-Senf (7.217 ha). Die wichtigsten Kharif-Feldfrüchte waren Reis (63.220 ha), Mais (42.116 ha) und Baijra (18.246 ha). Fast der gesamte Feldbau wurde als Bewässerungsfeldwirtschaft betrieben. Nur in der Kharif-Saison spielt der Regen als Wasserquelle eine gewisse Rolle.